# Lavangeot
Lavangeot é uma comuna francesa na região administrativa de Borgonha-Franco-Condado, no departamento de Jura. Estende-se por uma área de 2,41 km². Em 2010 a comuna tinha 142 habitantes (densidade: 58,9 hab./km²).